# Cyphocharax leucostictus
Cyphocharax leucostictus är en fiskart som först beskrevs av Eigenmann och Eigenmann, 1889.  Cyphocharax leucostictus ingår i släktet Cyphocharax och familjen Curimatidae. Inga underarter finns listade i Catalogue of Life.